# Ciucurova (gmina)
Ciucurova – gmina w Rumunii, w okręgu Tulcza. Obejmuje miejscowości Atmagea, Ciucurova i Fântâna Mare. W 2011 roku liczyła 1977 mieszkańców. 